# Manlio Costa
Manlio Costa (La Spezia, 1901 – La Spezia, 1936) è stato un architetto italiano.

## Biografia
Giovanissimo rivela già la sua predisposizione al disegno. Dopo aver frequentato il liceo artistico a Carrara, nel 1923 si diploma professore di Disegno Architettonico presso l’Accademia di belle arti di Bologna. 
Stimato allievo di Angiolo Mazzoni, si dedica alla progettazione architettonica. Attivo alla Spezia e in provincia fra il 1929 e il 1936 progetta numerosi edifici, di cui solo una parte è stata realizzata, spaziando dalla Secessione Viennese al Déco purista fino al Futurismo nel cui ambito, in particolare, si dedica a sviluppare nei suoi progetti le teorie di Sant'Elia basate sugli effetti dinamici delle diagonali in architettura.
Nel 1929 realizza il Palazzo dell'Accademia lunigianense di scienze, sua prima importante opera con caratteri decò e classici. 
Conosce Filippo Tommaso Marinetti e aderisce al movimento futurista nel 1932; è in contatto con il gruppo torinese di Fillia e diventa un esponente di punta del futurismo in Liguria.

E'redattore delle riviste La Terra dei Vivi (La Spezia, 1933), La città nuova (Torino, 1934) e Stile futurista (Torino, 1934-36), insieme all'artista e critico Renato Righetti.
Nel progetto dell'edificio di Casa Peragallo (1931) depone già i motivi classici per attingere con dinamicità risultati quasi cubisti. 
Ma il suo edificio più interessante è soprattutto Casa Bertagna (1933), in via del Torretto, dove il futurismo di Costa sviluppa una propria originalità, rivelatrice di una convinta volontà di rinnovamento linguistico, già molto vicino alla concettualità razionalista. 
Nel 1933 espone alla Prima Mostra Nazionale Futurista i suoi disegni della Casa d'Arte, altro edificio tra le sue opere più rappresentative e che costituì un importante centro culturale spezzino.
Manlio Costa muore prematuramente a 35 anni nel mese di luglio del 1936 lasciando irrealizzati molti dei suoi progetti.

### Progetti
- 1929 Concorso per una cattedrale a La Spezia
- 1929 Monumento ai Caduti a Pagliari
- 1931 Progetto di Chiesetta Antoniana
- 1933 Villa aumentabile in sopraelevazione
- 1933 Casa per appartamenti Guidobono a Salsomaggiore
- 1933  "Padiglioncino-salotto" per una Fiera alimentare
- 1933 Ingresso in un campo divertimenti
- 1934 Concorso per la Casa del fascio a La Spezia
- 1935 Villino a Bonassola
- 1935 Torre littoria (in collaborazione con G. Dazzi)[3].

### Opere realizzate
- 1925  Villa Podestà, via dei Colli, La Spezia
- 1929  Palazzo dell'Accademia lunigianense di scienze, La Spezia
- 1931  Cappella Di Molfetta nel cimitero di La Spezia
- 1931  Casa d'Arte (in collaborazione con G. Dazzi), in via Fossati, La Spezia
- 1931  Casa Peragallo, in via XX settembre, La Spezia
- 1931  Cappella Alinghieri nel cimitero di La Spezia
- 1932  Villa Rosoni, Aulla
- 1933  Casa Bertagna-Tartarini, in via del Torretto, La Spezia
- 1934  Casa Ceretti, in via XX settembre, La Spezia
- 1934  Complesso degli edifici per le Scuole elementari, in via Napoli, La Spezia
- 1934/36 Casa del Balilla, viale Amendola, La Spezia (oggi sede della Polizia municipale)
- 1935  Pensione Orioli, via dei Colli, 23
- 1935   Casa abitazione e bar Tripoli, via Rosselli
- 1935  Negozio "Electra", La Spezia
- 1935  Case per appartamenti, La Spezia (in collaborazione con G. Dazzi)[3]
- 1936   Casa Pagni, in via del Canaletto, La Spezia